# Jean de Montchenu
Jean de Montchenu est un prélat catholique français du XVe siècle, né en 1442, mort à l'Abbaye-Mère de l'ordre des Antonins le 26 décembre 1506. Il est parfois appelé Philibert de Montchenu.
Il a nommé évêque d'Agen en 1477 mais n'a pas reçu les bulles de confirmation, puis pourvu en 1478 de l'évêché de Viviers.

## Biographie
La famille de Montechenu était originaire du Dauphiné. Certains membres de la famille se mirent au service du duc de Savoie. Il est le fils de Philibert de Montchenu et de Bonne de Rivoire. Il est le cadet d'une famille de dix enfants. Son père décida qu'il devait entrer dans les ordres. Le chansonnier qu'il a composé montre qu'il avait un caractère romantique et plus aventureux. Il a eu du succès.

### Frère de l'ordre hospitalier de Saint-Antoine
À partir de 1458 il se destine à l'ordre des Antonins. Il va être à la charge et sous la protection de son grand-oncle  Jean de Montchenu (1378-1459), commandeur de la commanderie des Antonins de Ranverso, ou abbaye Sant'Antonio di Ranverso, au débouché de la vallée de Suse, dans le diocèse de Turin, la plus ancienne de l'ordre des Antonins, la seconde après l'Abbaye Mère de La Motte-Saint-Didier. 
Il va faire ses études à Rome qu'il termine avec le titre de docteur en décrets. Frère de l'Ordre Hospitalier de Saint-Antoine, son oncle demande pour lui, la préceptorie de Parme, avant son décès, en 1459. Finalement il a obtenu le prieuré antonin de Rome et devient protonotaire apostolique le 14 juin 1460. C'est à cette époque qu'il a commencé la rédaction des chansons italiennes de son chansonnier.
En 1461, son père étant malade, il retourne auprès de lui, au château du Vuache (ou de Vulbens).

### Au service de l'évêque de Genève
En 1468, il est nommé vicaire général puis conseiller de l'évêque de Genève, Jean-Louis de Savoie. Il va prendre momentanément le parti du duc de Bourgogne, Charles le Téméraire, en accompagnant l'évêque de Genève. Les deux religieux ont participé à la prise de Liège, le 30 octobre 1468, ce qui lui a valu quelques démêlés avec le pape Sixte IV. La ville du prince-évêque ayant été incendiée ils doivent s'expliquer à Rome devant le pape pour leur participation à cette agression. Le procès des deux religieux va durer quatre années. Le pape Sixte IV a pris finalement une mesure d'absolution le 13 juin 1472.
Pour avoir des revenus, il obtient la commende de la commanderie des Antonins de Ranverso. Il en est nommé Commandeur le 22 avril 1470 bien que le procès intenté par le pape pour sa participation à la prise de Liège ne soit pas terminé. Il a la responsabilité d'une quarantaine d'hôpitaux, dont ceux de Turin, Florence, Fossano, Milan, Alexandrie, Mantoue, Vérone, Parme, Bologne, Venise, Asti.
Après la mort d'Amédée IX, le 30 mars 1472, plusieurs prétendants pour la régence de Savoie vont se déclarer, Yolande, mère du jeune duc Philibert, les oncles, le comte de Bresse et le comte de Romont seigneur du pays de Vaud, le roi de France et le duc de Bourgogne. Après une première tentative d'enlèvement de Yolande et du duc Philibert par les oncles du duc qui a échoué, Yolande a été reconnue régente du duché de Savoie pour son fils, à la condition de prendre l'évêque de Genève comme chef du conseil pour les affaires importantes. L'évêque de Genève avait deux conseillers, Jean de Montchenu, qui tenait pour le parti de Louis XI, et Chissey, pour le duc de Bourgogne. De leurs côtés, le comte de Bresse s'est retiré à la cour de Louis XI, tandis que le comte de Romont était à la cour du duc de Bourgogne. Après les défaites de Grandson et de Morat, en 1476, le duc de Bourgogne pour conserver l'appui du duché de Savoie qui lui avait envoyé quelques troupes pour lutter contre les Suisses, s'est concerté avec l'évêque de Genève et le comte de Romont pour faire enlever la régente Yolande et le duc Philibert. La duchesse Yolande fut enlevée et gardée prisonnière au château de Rouvres, mais l'enlèvement du jeune duc échoua. Cet enlèvement a conduit les États de Savoie à se placer sous la protection de Louis XI. Louis XI confia le gouvernement de la Savoie à l'évêque de Genève qui venait de prendre le parti du roi et celui du Piémont au comte de Bresse. Louis XI fit libérer sa sœur et ses enfants retenus prisonniers au château de Rouvres par le duc de Bourgogne. La duchesse Yolande, après avoir passé huit jours à Tours auprès de son frère, est retournée en Savoie puis en Piémont où elle a repris le gouvernement à son beau-frère, le comte de Bresse. Elle meurt peu après, en 1478. Charles le Téméraire est mort devant Nancy en 1477.

### Évêque d'Agen
Le duc de Savoie l'a envoyé en mission en 1477 auprès du roi Louis XI. Le roi l'ayant apprécié, il l'a chargé d'une mission auprès du duc de Bretagne François II.
Après la mort de Pierre de Bérard, Louis XI l'a choisi comme évêque d'Agen et a défendu au chapitre d'en choisir un autre. Il en a proposé la nomination au pape Sixte IV. Mais dans le même temps, les chanoines avaient élu Pierre de Bosco, chantre de la cathédrale de Bordeaux. Ce dernier a renoncé à son élection le 6 novembre 1477, peu après que le pape l'ait annulée. Jean de Montchenu n'a pas reçu les bulles de confirmation de désignation pour le siège d'Agen.

### Évêque de Viviers
Il sera ensuite évêque de Viviers de 1478 à 1497. 
Avant de prendre possession de son évêché en 1479, il a montré son caractère belliqueux en voulant terminer un conflit qu'il avait avec l'évêque de Genève en allant piller sa demeure avec quelques hommes d'armes. En 1482 il est entré en conflit avec les officiers du roi à propos des droits de souveraineté sur Donzère et Châteauneuf-du-Rhône qui dépendaient de son évêché. L'année suivante, c'est avec les habitants de Châteauneuf-du-Rhône qu'il a des difficultés sur les dîmes. En 1484, c'est avec les religieux de l'abbaye de Cruas qu'il se dispute pour des droits de juridiction. En 1485, il reconnaît les libertés et franchises des habitants de Donzère dont les titres avaient brûlé dans un incendie.
Les rapports ont été plus difficiles avec les habitants de Bourg-Saint-Andéol qui lui reprochent de les obliger à loger des hommes de guerre qui les molestent. Ses rapports sont aussi conflictuels avec les habitants qui lui font un procès pour un subside réclamé injustement.
Il a eu un différend avec l'abbé de Saint-Antoine car contrairement aux statuts de l'ordre des Antonins il avait conservé son office de cellérier de l'abbaye-mère mais aussi de la commanderie de Ranverso. De plus, il s'était fait donner par le pape la commanderie de Troyes en 1487.
La confiance que le pape lui donnait lui avait permis d'être désigné le 12 mai 1491 pour se prononcer avec quelques autres concernant la propriété de reliques de saint Antoine entre l'abbaye de Montmajour et les Antonins.
Il a fait des travaux dans la résidence épiscopale à Bourg-Saint-Andéol et commencé la construction du château de Largentière en 1495.
Se rendant à Rome par la mer, il est pris en otage par des pirates barbaresques. Il a passé huit années en captivité avant d'être racheté par les religieux de l'Ordre de la Merci en 1505. Claude de Tournon est nommé évêque de Viviers en 1498.
Il est mort le 26 décembre 1506 à l'Abbaye-Mère de l'ordre des Antonins où il s'était retiré.

## Chansonnier cordiforme
Il est l'auteur du Chansonnier cordiforme,, recueil magnifiquement illustré des plus célèbres chansons du XVe siècle, que l'on peut encore voir aujourd’hui à la Bibliothèque nationale de France, Ms. Rothschild, 2973. Il y a fort à penser que Jean de Montchenu ait présidé au regroupement des chansons, et certains signes laissent même penser qu'il aurait pu lui-même participer à l'illustration ou à la transcription écrite du recueil.